# Verein für Nassauische Altertumskunde und Geschichtsforschung
Der Verein für Nassauische Altertumskunde und Geschichtsforschung wurde 1812 in Wiesbaden gegründet und ist damit einer der ältesten Geschichtsvereine Deutschlands. Er widmet sich der landesgeschichtlichen Erforschung der Territorien des Hauses Nassau und angrenzender Gebiete und hat zurzeit ungefähr 1500 Mitglieder, davon 943 im Hauptverein. Sitz des Vereins ist das Hessische Hauptstaatsarchiv in Wiesbaden. Es gibt Zweigvereine in Bad Ems, Diez, Idstein, Limburg, Nassau, Selters (Taunus) und Selters (Westerwald).
Der Verein gibt seit 1827 die Nassauischen Annalen heraus. Hierbei handelt es sich um ein umfangreiches historisches Jahrbuch. Darüber hinaus tritt er unregelmäßig als Herausgeber weiterer Schriften auf. Der Verein und seine Zweigvereine organisieren zahlreiche geschichtliche Vorträge und Exkursionen.
Neben dem Hessischen Hauptstaatsarchiv kooperiert der Verein mit der Sammlung Nassauischer Altertümer, der Landesbibliothek Wiesbaden, dem Landesamt für Denkmalpflege Hessen und der Historischen Kommission für Nassau. Diese Institutionen sind mit dem Verein geschichtlich eng verbunden.

## Geschichte

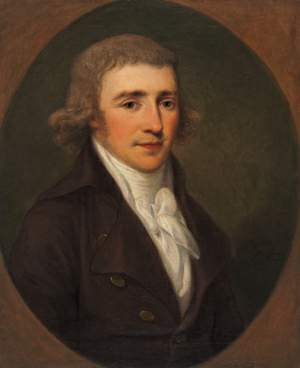
Johann Isaak von Gerning

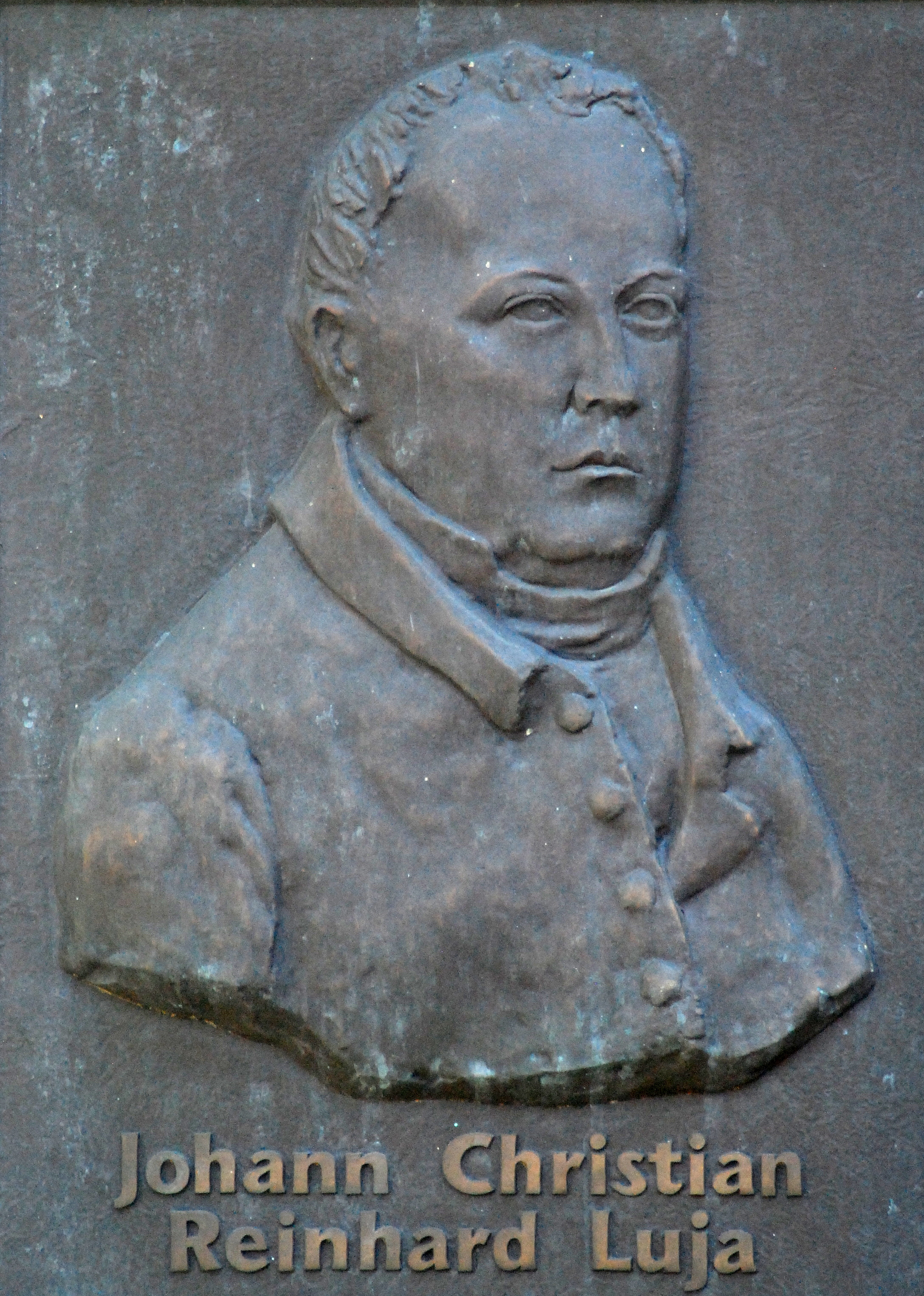
Johann Christian Reinhard Luja

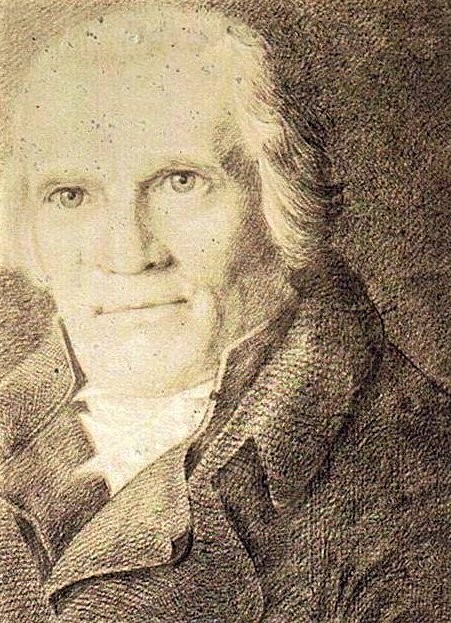
Christian Friedrich Habel

Der Verein wurde 1812 auf Initiative des Pfarrers Johann Christian Reinhard Luja, des Hofkammerrates Christian Friedrich Habel aus Wiesbaden und Johann Isaak von Gerning aus Frankfurt gegründet. Die ursprüngliche Intention zur Vereinsgründung war die Erforschung des Limes im Bereich des Herzogtums Nassau. Schon in der Gründungsphase wurden die Vereinsziele um die Erforschung der regionalen Geschichte erweitert. Der Vereinsgründung ging die Entstehung des Herzogtums 1806 voraus, durch die ein zusammenhängender Staat in Taunus und Westerwald gebildet wurde.
Als Gründungsdatum gilt der 2. November 1812, an dem Habel und von Gerning mit dem Grundgesetze der Altertums-Gesellschaft für das Herzogtum Nassau und die angrenzenden Länder eine erste Satzung vorlegte. Diese Satzung wurde durch Herzog Friedrich August und Fürst Friedrich Wilhelm bereits 1812/1813 genehmigt. Habel oblag als dem inländischen Direktor die Organisation des Vereins. Zu den frühen Unterstützern des Vereins zählte Staatsminister Ernst Franz Ludwig Marschall von Bieberstein, der sich von der Vereinstätigkeit eine zusätzliche Legitimation des Herzogtums erhoffte. Neben Marschall von Bieberstein gehörten auch Regierungspräsident Carl Friedrich Emil von Ibell und Regierungsdirektor Georg Möller sowie weitere hohe Beamte zu den frühen Vereinsmitgliedern. Nach Aussage von Gerning zählte auch Johann Wolfgang von Goethe zu den Mitgliedern der Anfangszeit. Ab 1827 wurde Goethe offiziell als ausländisches Ehrenmitglied geführt.
Durch die Wirren der Koalitionskriege und des Wiener Kongresses und die anschließende staatliche Neuordnung, aber auch durch den Tod Habels 1814 kam es zu einem vorübergehenden Erliegen der Vereinstätigkeit. Erst auf Initiative Lujas trieb Staatsdirektor Möller ab 1820 die Wiederaufnahme der Vereinstätigkeit voran. Für die Gesellschaft für Nassauische Altertumskunde wurden neue Statuen beschlossen, die neben der Forschung auch die Gründung eines Museums vorsahen. Die formale Neugründung des Vereins erfolgte 1821.

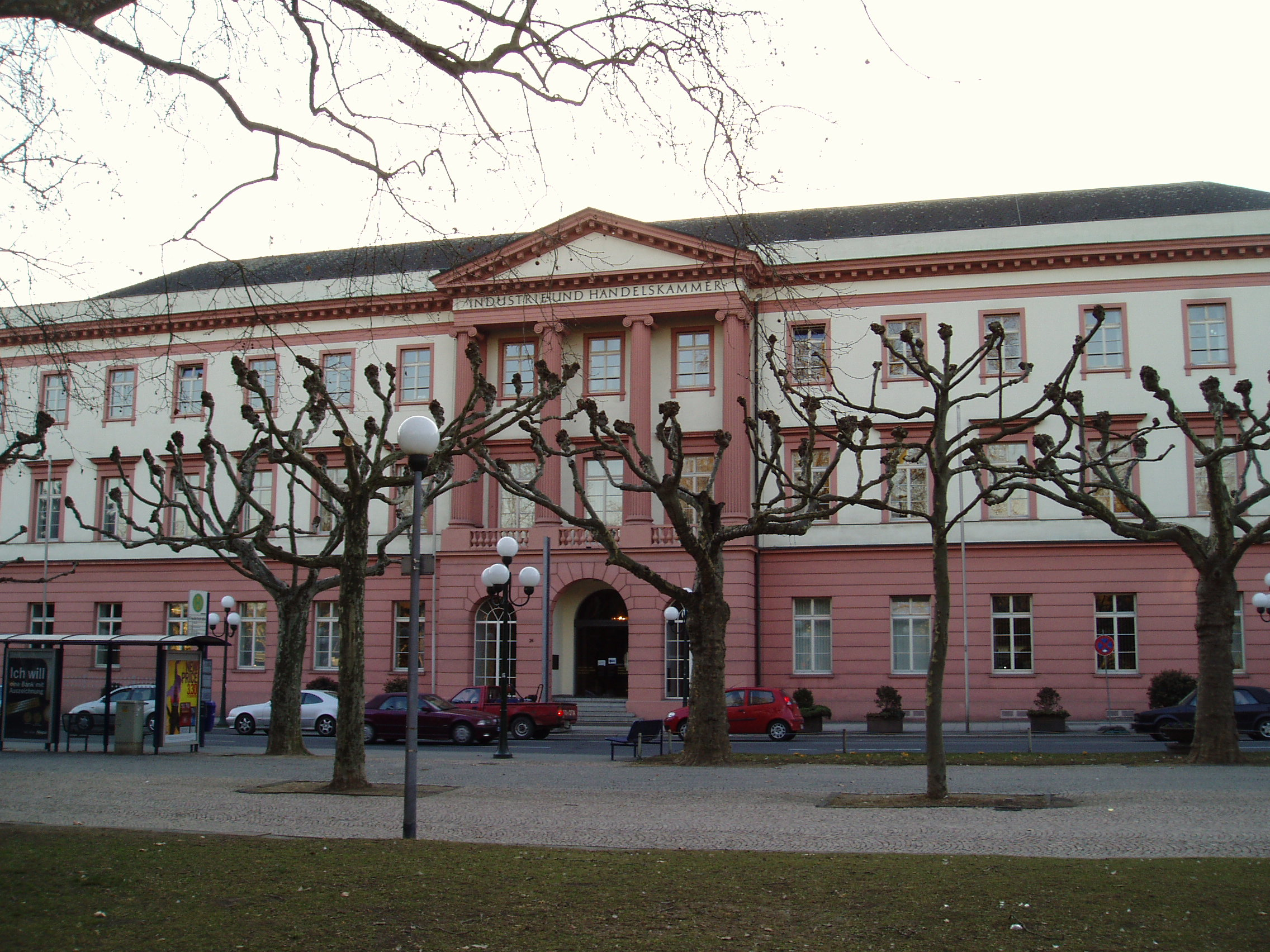
Das Erbprinzenpalais war ursprünglicher Vereinssitz

Der wieder begründete Verein war eine staatsnahe Einrichtung des Herzogtums Nassau. Ihm wurde die Aufgabe der Landesarchäologie (bis 1869) und Denkmalpflege (bis 1902) übertragen. In dieser Funktion baute er im Staatsauftrag die Sammlung Nassauischer Altertümer auf. Grundlage der Sammlung war die in den 1820er Jahren erworbene private Sammlung von Johann Isaak von Gerning. Durch den Verein wurden systematisch historisch wertvolle Objekte und Dokumente ergänzt. Diese stammten zum Teil aus archäologischen Grabungen, die der Verein initiiert hatte. Der Verein und die Sammlung Nassauischer Altertümer waren gemeinsam mit der Nassauische Landesbibliothek im Erbprinzenpalais untergebracht.

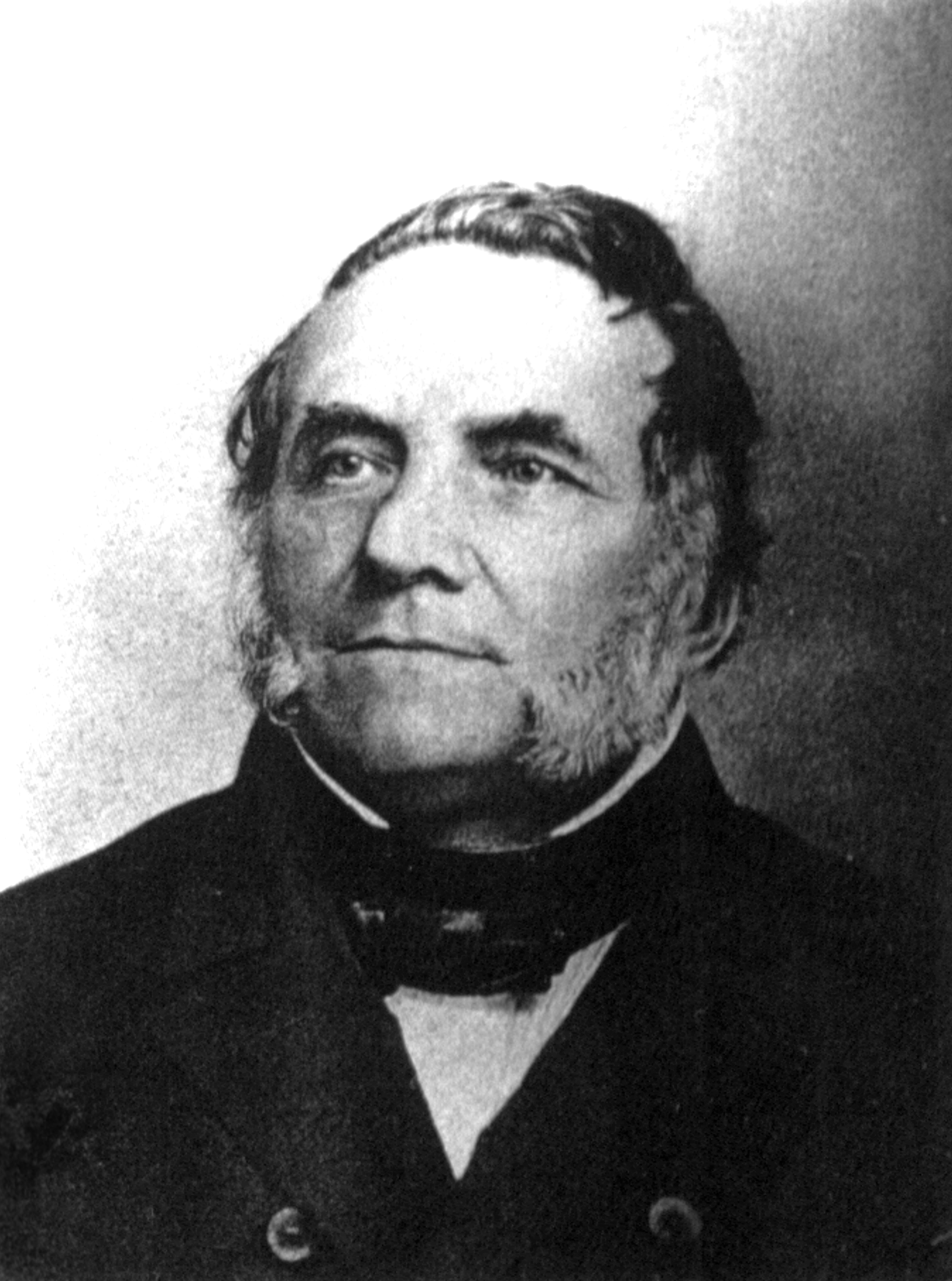
Friedrich Gustav Habel

Eine prägende Person für den Verein war in dieser Phase der Archäologe und Archivar Friedrich Gustav Habel, ein Sohn des Vereinsgründers. Er führte im Auftrag des Vereins mehrere archäologische Grabungen durch, begründete die Redaktion der Nassauischen Annalen (1827) und war 30 Jahre Mitglied des Vorstands. Ebenso baute er bei der Landesbibliothek ein Urkundenarchiv auf. Das Archiv war Grundlage einer historischen Kommission zur Erforschung der Geschichte des Landes Nassau und seines Regentenhauses. Neben Habel gehörten Christian Daniel Vogel und Johannes Weizel der Kommission an. Nachdem die Kommission ohne offizielles Ergebnis die Arbeit eingestellt hatte, wurde das Urkundenarchiv wieder aufgelöst.
Die Konzentration auf archäologische Fragestellungen, die Habel vorantrieb, führte häufiger zu Konflikten innerhalb des Vereins. In einer Stichwahl zum Vereinsvorstand 1851 unterlag Habel dem Lehrer Karl Rossel. Diese führten dazu, dass Habel daraufhin die Mitgliedschaft zurückgab. Rossel war während der Märzrevolution als radikaler Liberaler aufgefallen und 1850 aus dem Schuldienst entlassen worden. In der Folge kam es zur inhaltlichen Neuausrichtung und einer stärkeren Demokratisierung des Vereins. Die Zahl der Vereinsmitglieder stieg von 175 (1851) auf 570 (1860). Die neuen Mitglieder stammten in hohen Anteilen aus dem Bildungsbürgertum.

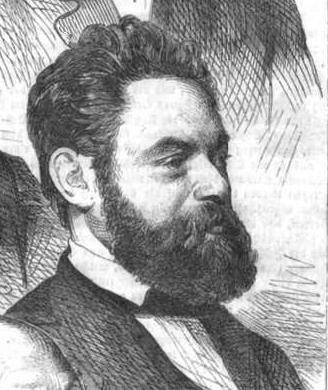
Carl Braun

Der Verein war 1852 Gründungsmitglied des Gesamtvereins der Deutschen Geschichts- und Altertumsvereine in Mainz. Im Jahr 1861 erfolgte in Limburg an der Lahn die erste Generalversammlung des Nassauischen Vereins außerhalb Wiesbadens. Im selben Jahr übernahm der Oppositionspolitiker Carl Braun das Vereinsdirektorium. Im Gegenzug zur Emanzipierung des Vereins übernahm das Herzogtum Nassau die an den Verein übertragenen Aufgaben vermehrt in Eigenregie.
In der zweiten Hälfte des 19. Jahrhunderts beteiligte sich der Verein an zahlreichen archäologischen Ausgrabungen. Vor allem waren dies die Ausgrabungen am Limes, insbesondere am Kastell Saalburg. Daneben wurden Fundstellen der Vor- und Frühgeschichte wie Hügelgräber und besonders die Steedener Höhlen erforscht. Leiter der Ausgrabungen war der Konservator Karl August von Cohausen, der auch einer der produktivsten Autoren der Nassauischen Annalen war. Neben den Ausgrabungen rückte zunehmend die Landesgeschichte in den Fokus der Vereinsarbeit, was zu einer stärkeren Beziehung zum Archivwesen führte.

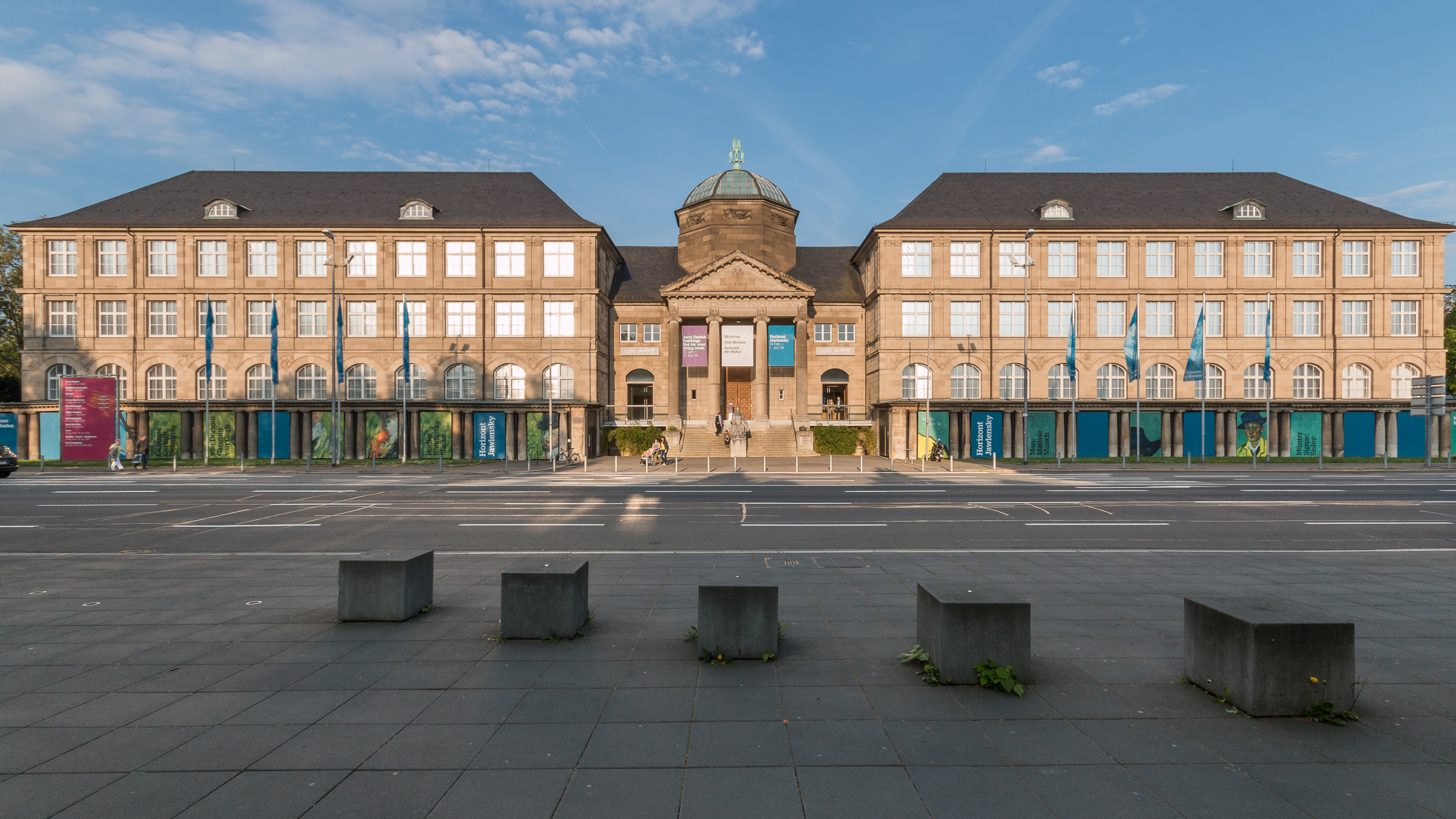
Landesmuseum Wiesbaden

Mit der Annexion des Herzogtums Nassau durch das Königreich Preußen als Folge des Krieges gegen Österreich im Jahr 1866 wurde der Verein aus den öffentlichen Aufgaben verdrängt. Von 1867 bis 1872 leitete der Wiesbadener Gymnasialdirektor Karl Schwartz den Verein. Das Museum und die Sammlung Nassauischer Altertümer gingen vollständig auf die Stadt Wiesbaden über, die für die wissenschaftlichen Sammlungen das Museum Wiesbaden errichtete. Die Landesarchäologie wurde einem verbeamteten Konservator übertragen und die Vereinsbibliothek der heutigen Landesbibliothek Wiesbaden übergeben. Der Verein für Nassauische Altertumskunde und Geschichtsforschung wandelte sich zu einem Verein der Pflege des Heimatgedankens und der Breitenbildung. Hierzu wurden zunehmend öffentliche Vorträge und Exkursionen organisiert. Es wurde 1897 die bis heute bestehende Historische Kommission für Nassau gegründet, die zahlreiche Schriften zur Landesgeschichte herausgibt.
Mit der wachsenden Bedeutung der Heimatbewegung am Übergang vom 19. zum 20. Jahrhundert verschob sich die Perspektive der Vereinsarbeit mehr in Richtung Volkskunde und Heimatforschung. Weiterhin setzte der Verein intensiver auf Regionalisierung durch Gründung von Ortsgruppen. Nach dem Vorbild der Ortsgruppe Idstein (1902) wurden bis zum Ersten Weltkrieg zehn Ortsgruppen, zumeist in ehemaligen Residenzstädten des Hauses Nassau, gegründet. Eine Folge der stärkeren Regionalisierung war das deutliche Ansteigen der Mitgliederzahlen. Hatte der Verein 1899 noch 441 Mitglieder waren es 1914 schon 817. Aus der Vereinszeitschrift Mitteilungen, die nur über die Vereinstätigkeit informieren sollte, entwickelten sich die Nassauischen Heimatblätter, eine bebilderte volkstümliche Zeitschrift. In ihrem Nationalismus und der anfänglichen Kriegsbegeisterung waren sie ein Spiegel der Zeit der wilhelminischen Kaiserzeit.
In den frühen 1920er Jahren hatte der Verein unter den Kriegsfolgen zu leiden. Die Nassauischen Annalen waren über mehrere Jahre nicht erschienen. Durch Kriegsanleihen und Inflation war das Vereinsvermögen verloren und nicht alle Ortsgruppen nahmen ihre Arbeit im vollen Umfang wieder auf. Bei der 100-Jahr-Feier 1921 bezog der Verein sich auf seine Neugründung 1821. In den späten 1920er normalisierte sich die Situation. Es konnten neue Ortsgruppen gegründet werden und die Zahl der Mitglieder stieg auf 1.072 im Jahr 1928, wobei nun auch verstärkt um Frauen als Mitglieder geworben wurde.
Im Nationalsozialismus wurde der Verein „gleichgeschaltet“, indem im Vorstand vier der sieben Mitglieder der NSDAP angehören mussten, der Verein als solcher blieb bestehen. Vereinsvorsitzender von 1932 bis 1962 war der Archäologe Ferdinand Kutsch. Während des Zweiten Weltkrieges kam die Vereinsarbeit zum Erliegen. Bereits im November 1945 nahm der Verein seine Arbeit jedoch wieder auf. Am 8. Juni 1946 wurde von der Besatzungsbehörde die Lizenz erteilt. Einige Ortsgruppen nahmen jedoch nach dem Krieg ihre Arbeit nicht mehr auf.

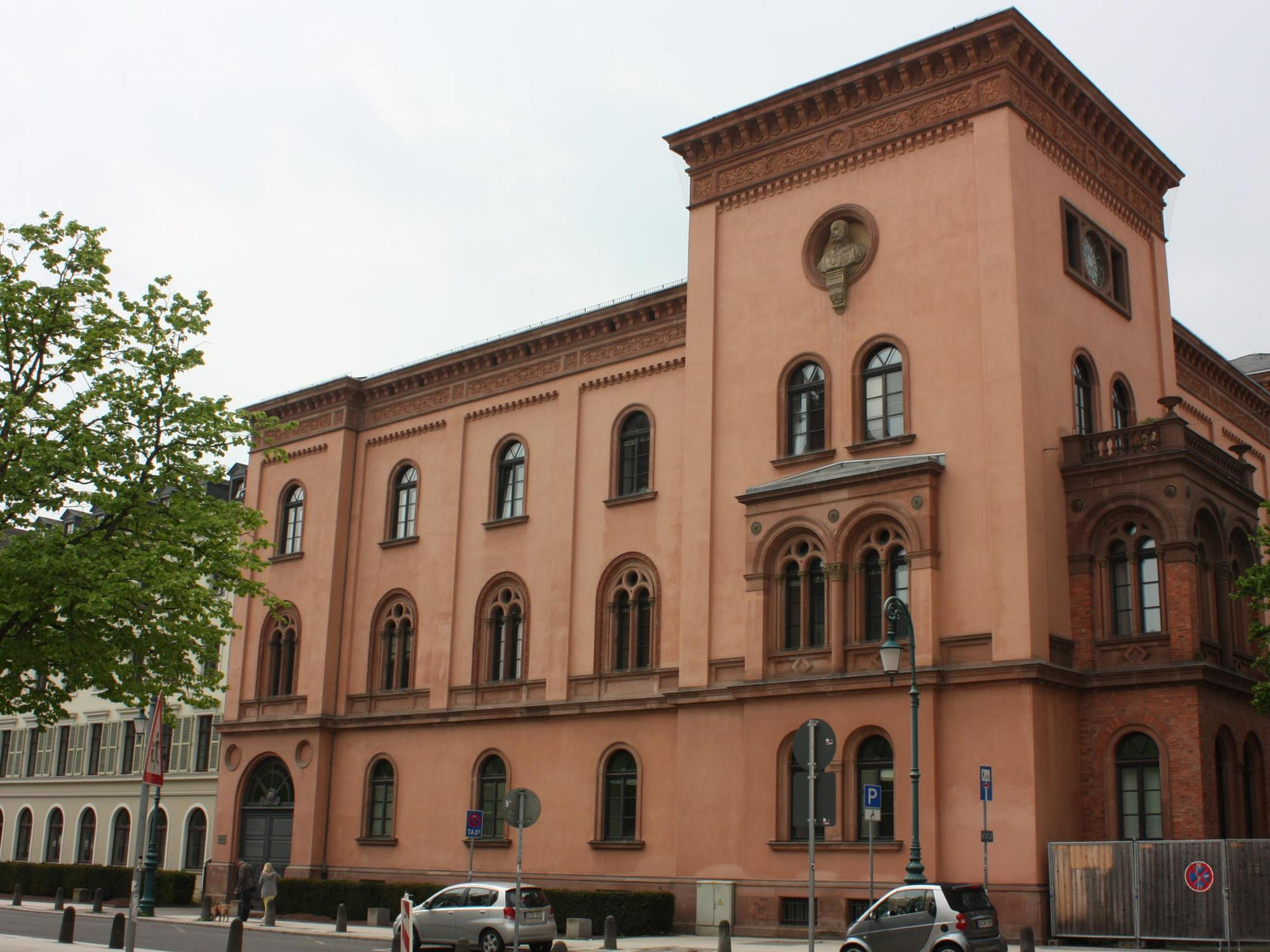
Der Wilhelmsbau des Stadtschlosses Wiesbaden war ein vorübergehender Vereinssitz

Der wieder zugelassene Verein war während der ersten Jahre im Wilhelmsbau des Stadtschlosses Wiesbaden untergebracht, bevor er in das Museum Wiesbaden zurückkehrte. Seit 1950 erscheinen die Nassauischen Annalen wieder jährlich. Die Nassauischen Heimatblätter erschienen erneut seit 1951 mit dem Schwerpunktthema Archäologie. Die Heimatblätter wurden mit Erscheinen der Fundberichte aus Hessen des Landesamtes für Denkmalpflege Hessen 1961 eingestellt. Die Historische Kommission für Nassau löste sich 1948 einvernehmlich vom Verein für Nassauische Altertumskunde und Geschichtsforschung und konstituierte sich als eigenständiger Verein. Dem Verein gelang die Gründung weitere Ortsgruppen. Einige der Ortsgruppen des Vereins entwickelten sich zu selbständigen Zweigvereinen.

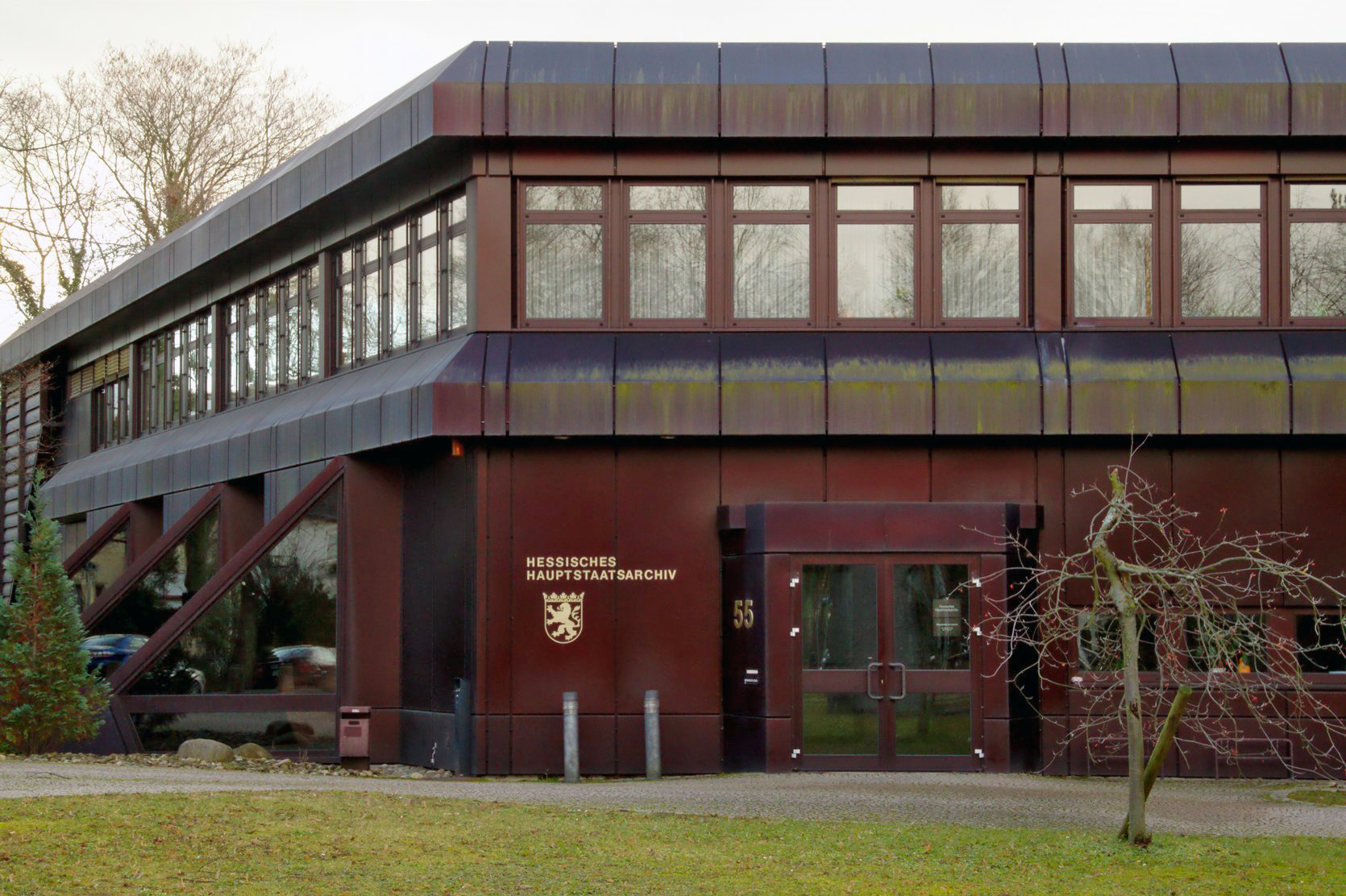
Das Hessische Hauptstaatsarchiv

Nach der Errichtung des neuen Gebäudes des Hessischen Hauptstaatsarchivs verlegte der Verein 1985 seinen Sitz dorthin. Es bestehen enge Verbindungen zum Landesamt für Denkmalpflege Hessen und der Landesbibliothek Wiesbaden als Regionalbibliothek für das Vereinsgebiet. Trotz der Bemühung des Vereins wurde im Museum Wiesbaden die Sammlung Nassauischer Altertümer durch die Kunstsammlung verdrängt. Derzeit ist die Sammlung öffentlich nicht zugänglich. Sie soll allerdings Teil der Ausstellung im geplanten Stadtmuseum Wiesbaden werden.
Im Jahr 2012 feierte der nun in den Bundesländern Hessen und Rheinland-Pfalz tätige Verein sein 200-jähriges Jubiläum.
Direktoren oder Vorsitzende
Bis 1921 trug der Vereinsvorsitzende den Titel Direktor.
- 1861–1867 Carl Braun
- 1872–1874 August Hergenhahn
- 1878–1887 Friedrich Otto
- 188700000 Victor von Eck (kommissarischer Direktor)
- 1887–1890 August Spieß
- 1932–1962 Ferdinand Kutsch
- 1962–1979 Helmut Schoppa
- 1979–1990 Heinz-Eberhard Mandera
- 1990–2000 Klaus Kopp
- 2000–2009 Winfried Schüler
- 2009–0000 Rolf Faber

## Nassauische Annalen
Der Verein gibt seit 1827 die Nassauischen Annalen heraus. Sie zählen somit zu den ältesten landesgeschichtlichen Zeitschriften in Deutschland. Anfänglich handelte es sich um eine unregelmäßige Folge einzelner Hefte, die in Bänden zusammengefasst wurden. Seit dem Band 20 von 1888 wurde fast jährlich ein umfangreiches historisches Jahrbuch herausgegeben. Insbesondere durch kriegsbedingte Unterbrechungen wurde in einzelnen Jahren kein Band der Annalen herausgebracht. Die Nassauischen Annalen sind ein angesehenes landesgeschichtliches Periodikum. Der geographische Rahmen der Nassauischen Annalen umfasst die Region zwischen Rhein, Main, Dill und Siegen. Daneben liegt ein weiterer Schwerpunkt auf der Dynastiegeschichte des Hauses Nassau. Im Jahr 2012 erschien der 123. Band mit einem Umfang von etwa 886 Seiten. Einen Teil der Auflage überlässt der Verein der Landesbibliothek Wiesbaden, die diese zum Eintauschen und Vorhalten anderer landesgeschichtlicher Periodika verwendet.
Dem Schriftleiter, ehemals Vereinssekretär, obliegt die Herausgabe der Nassauischen Annalen.
- 1812–1828 Johann Christian Reinhard Luja
- 1828–1851 Friedrich Gustav Habel
- 1851–1856 Karl Rossel[5]
- 185600000 Carl Ebenau
- 1857–1859 Karl Rossel
- 1885–1886 Eduard Ausfeld
- 1892–1894 Emil Ritterling
- 1897–1921 Gottfried Zedler
- 1921–1927 Adolf Bach
- 1938–1971 Otto Renkhoff
- 1971–1978 Wolf-Heino Struck
- 1978–2009 Hans-Joachim Häbel
- 2009–2015 Rouven Pons
- 2015–0000 Carina Schmidt